# Premio Hunn
El Premio Huun es una presea instituida el año de 2003 por el Museo Popol Vuh, a nombre de la Universidad Francisco Marroquín de Guatemala, que se otorga anualmente a fin de reconocer la tarea de los autores y periodistas, nacionales y extranjeros, que realicen algún reportaje sobre un tema relacionado con la conservación, investigación y divulgación de la arqueología o del patrimonio cultural de Guatemala. El nombre del premio proviene de la palabra maya Huun , que significa "libro" o "papel".

## Propósito
El objetivo del premio es estimular el interés de la prensa escrita en la divulgación de publicaciones sobre temas arqueológicos.

## La insignia
Además del reconocimiento público, el premio se materializa en un broche de plata que se entrega al autor del reportaje y al ilustrador o fotógrafo del mismo. Los reportajes que son nominados para el premio se pueden referir a arqueología precolombina, a la época colonial o a la época independiente, hasta el año 1900. Este broche de plata muestra el signo jeroglífico Huun, cuya grafía corresponde a la representación de un libro prehispánico cerrado.

## Ganadores de la presea
| Año  | Otorgado a                                                                |
| ---- | ------------------------------------------------------------------------- |
| 2003 | Ingrid Roldán, Mishel Chang                                               |
| 2004 | Lesly Véliz, Ilustrador: Billy Melgar                                     |
| 2005 | Liliana Pellicer, Fotos: Carlos Sebastián, Infografía: Astrid Méndez      |
| 2006 | Gemma Gil Flores y Sébastien Perrot-Minnot, Fotoarte: Dennys Mejía        |
| 2007 | Gemma Gil Flores, Ilustración: Ángel García, Fotografía: Carlos Sebastián |
| 2008 | Julieta Sandoval, Infografía: Billy Melgar, Fotografía: Carlos Sebastián  |
| 2009 | Roberto Villalobos, Ilustración: Ángel García                             |
| 2010 | José Luis Escobar                                                         |